# Uniwersytet Abu Zabi
Uniwersytet Abu Zabi (arab. جامعة أبوظبي) to prywatny uniwersytet badawczy z głównym kampusem w Khalifa City, Abu Zabi w Zjednoczonych Emiratach Arabskich i kampusami satelitarnymi w Al-Ajn, Dubaju i Madinat Zayed. 
Założony w 2003 przez Alego Saida ibn Harmala al-Dhaheriego, jest największą prywatną instytucją edukacyjną w kraju, oferującą kursy z różnych przedmiotów aż do poziomu studiów podyplomowych.